# Santa Lucia (Verona)
Santa Lucia, anticamente paesino adiacente a Verona (la sua parrocchia è tuttora chiamata Santa Lucia extra  per distinguerla dal convento di Santa Lucia intra, che ha generato il nome, dopo il testamento di Pace drappiere, ricco mercante di epoca scaligera, risanatosi dopo malattia agli occhi,e divenuto devoto della Santa. Dunque nacque un secondo convento extra perché posizionato fuori dalle antiche mura comunali, sopra il ciglione creato dall'antico deposito glaciale), è oggi un quartiere inglobato nella città stessa, posto a sud ovest dal suo centro. Il quartiere è abitato da 11.941 persone. Fa parte della Circoscrizione 4 del Comune di Verona.

## Storia

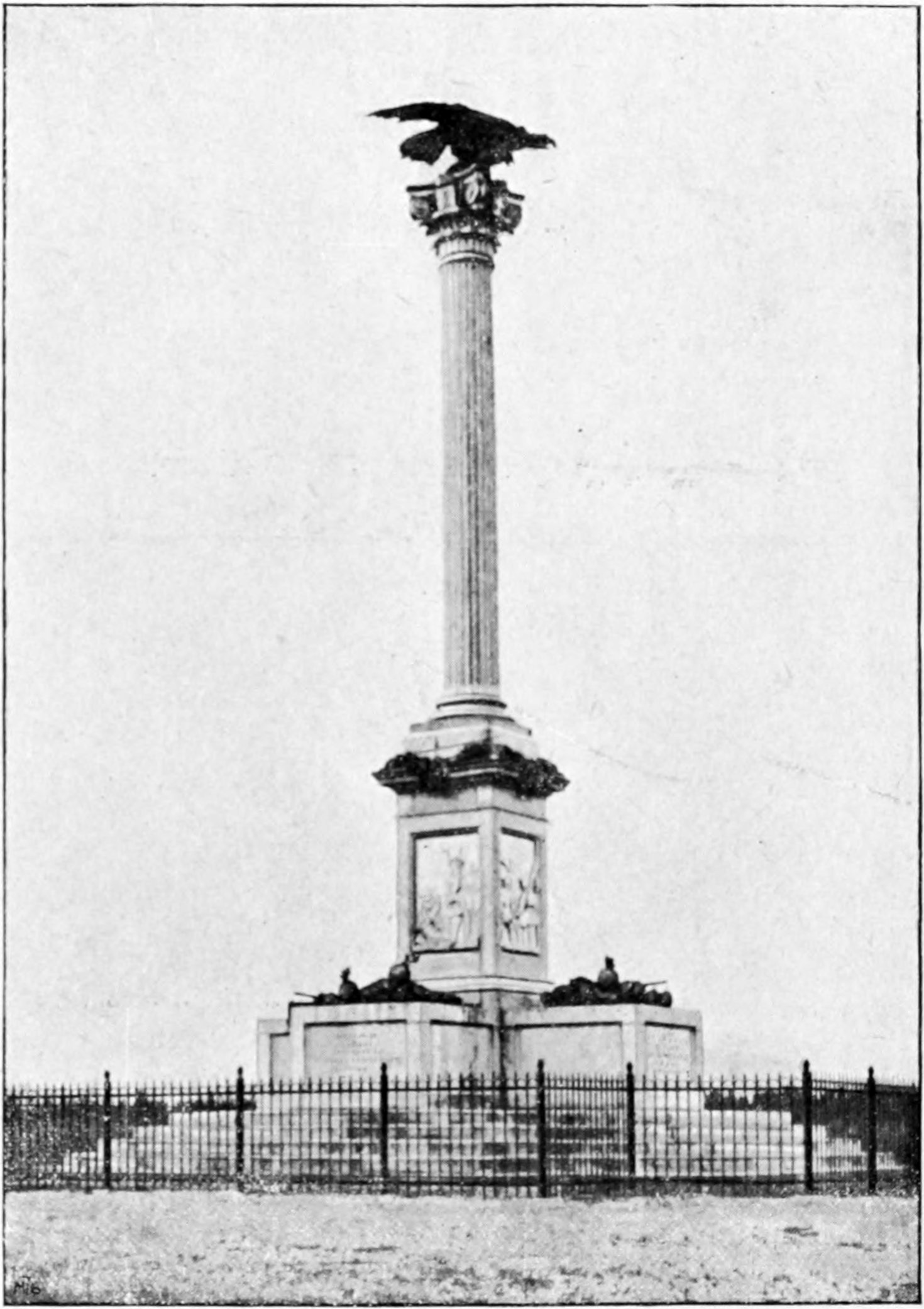
Monumento a ricordo dei caduti della Battaglia di Santa Lucia eretto nel 1883.

È molto citato in quanto teatro di una dura battaglia avvenuta il 6 maggio 1848 nell'ambito della prima guerra di indipendenza fra truppe piemontesi ed austriache, arroccate all'interno del cimitero parrocchiale e dove un monumento in localita Fenilon ne rievoca le gesta.  Dopo la distruzione del quartiere a causa dei bombardamenti alleati nella seconda guerra mondiale i cittadini riuscirono a riportare in auge il quartiere, grazie al loro spirito e alla loro forza (molto probabilmente trassero ispirazione dal popolo di Roma che dopo una rovinosa sconfitta a Canne nel 216 a.C. inflittagli da Annibale Barca e il suo esercito trova la futura salvezza proprio grazie alla forza d'animo dei suoi soldati). Negli anni cinquanta è stata oggetto insieme al quartiere delle Golosine di un veloce processo di urbanizzazione, che l'ha unita al nucleo cittadino grazie alla costruzione di numerose case popolari-residenziali, le cui propaggini si estendono fino alla zona industriale, doganale ed agroalimentare. Al giorno d'oggi si nota come un grande incremento della popolazione nei precedenti anni abbia portato a diversi scontri politico-economici all'interno del quartiere.  
Il pittoresco campanile, con la cupola a cipolla che si slancia verso il cielo, ospita sei grosse campane in scala musicale di Re3 calante, la maggiore delle quali (di kg 1170) venne fusa dal veronese Larducci nel 1777. Essa presenta un partito decorativo minuzioso e dettagliato ed un suono caldo ed avvolgente. Esiste una squadra che manovra queste campane secondo la tecnica dei concerti di Campane alla Veronese. Una colonna nella zona campanaria risulta offesa da una cannonata piemontese avvenuta appunto nel Maggio 1848
Non va dimenticato l'attuale Forte  ristrutturato Austriaco intitolato a Gisella (figlia di Francesco Giuseppe d'Austria costruito 1860 poi forte Dossobuono alla riunificazione Italiana) posto sulla direttrice Verona Mantova, oggetto di attività ludico culturali gestite da un Comitato sotto l'egida del Comune di Verona.
Infine fra i tanti monumenti storici di Santa Lucia ci sono sicuramente Piazza dei Caduti, la piazza centrale del quartiere dove sono ricordati i defunti della Prima e Seconda Guerra Mondiale, la Madonnina dell'incrocio fra Via VI Maggio e Via Mantovana (già antica strada romana Postumia che collegava Genova ad Aquileia) ora sempre più invasa dal traffico motoristico, quindi rumore e smog e la storica chiesa parrocchiale di via Santa Elisabetta vicino alle scuole elementari e medie

## Edilizia
Gli edifici condominiali sono risalenti agli anni 50 e anni 60. Nella zona Brigate sono presenti villini e case singole come in altre settori limitrofi alla circoscrizione.

## Trasporti Pubblici
Il quartiere essendo a 10 minuti dal centro, è ben inglobato nella città e ben collegato con gli altri quartieri. Le linee che si possono prendere sono 23, 24, 62 e 73 nei giorni feriali e prefestivi mentre 91 e 98 nei giorni festivi. Ci sono corse speciali per le scuole e corriere che portano fuori città e nel Villafranchese.

## Servizi
Santa Lucia dispone di diversi negozi di tutti i tipi per i propri abitanti. Ci sono supermercati, mercerie, tabaccherie, cartolerie e bar/pasticcerie e pizzerie al taglio e , dal punto di vista culinario, si può gustare oltre ai tradizionali menu veneti anche pietanze afro/asiatiche.

## Attività Fisica
L'attività fisica non è sicuramente un ambito trascurato nel quartiere. Ci sono due piste ciclabili, una che la collega al centro passando per Viale Piave e l'altra che attraversa il pittoresco e suggestivo centro del paese. Poi la parrocchia offre campi da calcio basket e pattinaggio e Grest estivo per i bambini/e.

## Posizione
Confina con San Massimo Golosine e Z.A.I. che è comoda per l'accesso all'autostrada BS-PD e TN/Brennero a Nord. Vista la posizione strategica del quartiere è divenuto il luogo di passaggio per le persone che vengono dalla provincia per andare in città e viceversa, creando abitualmente rumore,confusione e smog.